# Голеевский, Максимилиан Николаевич
Максимилиан Николаевич Голеевский (1862—1931) — русский военный педагог, генерал-майор, начальник Одесского военного училища (1908—1916).

## Биография
В службу вступил в 1880 году после окончания Полоцкого кадетского корпуса. В 1882 году после окончания Павловского военного училища произведён в прапорщики и выпущен в 8-й сапёрный батальон. В 1882 году произведён в подпоручики, в 1886 году в поручики.
В 1891 году переведён в Главное управление военно-учебных заведений с назначением офицером-воспитателем Петровско-Полтавского кадетского корпуса. В 1894 году произведён в штабс-капитаны, в 1896 году в капитаны.
В 1899 году произведён в подполковники с назначением офицером-воспитателем, с 1903 года полковник — ротный командир Одесского кадетского корпуса. С 1908 года начальник Одесского военного училища. В 1910 году за отличие по службе произведён в генерал-майоры.
После Октябрьской революции с 1919 года в Белой армии в составе ВСЮР — директор Владикавказского кадетского корпуса. С 1920 года в Русской армии барона Врангеля — с 13 мая по 1 сентября 1920 года директор Крымского кадетского корпуса.
С конца 1920 года в эмиграции в Югославии, умер в 1931 году.

## Награды
Был награждён всеми орденами Российской империи вплоть до ордена Святой Анны 1-й степени высочайше пожалованного ему 30 июля 1915 года.